# Decapitated
Decapitated (engl. ‚enthauptet‘) ist eine 1996 gegründete Technical-Death-Metal-Band aus Krosno.

## Geschichte
Wojciech „Sauron“ Wasowicz (Gesang), Waclaw „Vogg“ Kieltyka (Gitarre) und Witold „Vitek“ Kieltyka (Schlagzeug) gründeten 1996 in der polnischen Stadt Krosno die Band Decapitated. Zu diesem Zeitpunkt war Vitek Kieltyka gerade 12 Jahre alt und die anderen beiden Musiker standen kurz vor ihrem 15. Lebensjahr. Ein Jahr später stieß der damals 13-jährige Bassist Marcin „Martin“ Rygiel zu der Gruppe. Dieser spielte gemeinsam mit Vogg in dem Black-Metal-Nebenprojekt Lux Occulta mit.
Bereits auf ihren ersten Demo-CDs gelang es der Gruppe, einen Sound zu kreieren, der stark an Morbid Angel erinnerte, so dass Relapse Records die Band auf ihren Polish Assault Sampler mit Gruppen wie Yattering und Lost Soul unterbrachte. Noch im selben Jahr nahm Wicked World Records, ein Tochterlabel von Earache Records, die Band unter Vertrag und veröffentlichte das Debütalbum Winds of Creation, das von Vader-Frontsänger Piotr Wiwczarek produziert wurde. Es folgte eine Tour mit Lock Up durch England.
Ein Jahr später folgte eine Tour mit Immolation und Vader, danach veröffentlichte die Band unter dem polnischen Label Metal Mind Productions mehrere Demos in Form der Compilation-CD The First Damned. 2002 veröffentlichte die Band ihr Album Nihility. Im August desselben Jahres tourte die Gruppe mit Incantation, Vehemence und Dead to Fall durch Nordamerika. Aufgrund der Freundschaft der Musiker mit Vader nahm diese Decapitated gemeinsam mit Krisiun auf Europa-Tour. Vitek wurde von Vader-Frontmann Piotr Wiwczarek eingeladen, als Schlagzeuger seines Projektes Panzer X zu fungieren. Die Band coverte in jedem Album einen Song einer bekannten Band. Auf dem Debütalbum wurde ein Slayer-Lied, bei Nihility ein Stück von Napalm Death und auf dem 2004 erschienenen Drittling The Negation eins der Band Deicide gecovert.
Es folgten kurze Tourneen mit Rotting Christ durch Großbritannien eine Europa-Tour mit Mayhem und eine US-Tour mit Cannibal Corpse. Letztere Tour (mit Cannibal Corpse) fiel aus, sodass die Band gemeinsam mit Hate Crionic und Dies Irae tourte. Kurz darauf verließ Sauron die Gruppe und wurde durch Atrophia-Red-Sun-Frontsänger Adrian „Covan“ Kowanek ersetzt. Mit diesem wurde das neue Album Organic Hallucinosis aufgenommen. Kurz bevor die Band erneut in die Staaten ging, verließ Marcien Rygiel die Band und Richard Gulczynski wurde als Bassist eingesetzt. In den USA tourte die Gruppe mit Hypocrisy, Soilent Green, Raging Speedhorn, Nile und With Passion. Kurz darauf erschien das vierte Album Organic Hallucinosis.
Im Oktober 2007 wurde die Band während einer Tour durch Russland in einen Verkehrsunfall verwickelt. Der Tourbus und ein Holztransporter kollidierten. Vitek starb drei Tage später im Alter von 23 Jahren an seinen Kopfverletzungen. Covan, der ebenfalls schwerste Kopfverletzungen erlitt, fiel lange ins Koma. Eine Unterversorgung des Gehirns mit Sauerstoff führte zu Beeinträchtigungen, von denen er sich nur langsam erholt. Ein 2012 veröffentlichter Statusbericht zeigte ihn als einen des Sprechens unfähigen Tetraplegiker. Der Rest der Bandmitglieder überstand den Unfall ohne größere Folgen. Die Band wurde daraufhin auf Eis gelegt.
Ende März 2008 beschloss Vogg, die Bandaktivitäten fortzusetzen. Unter der Band-E-Mail-Adresse konnten sich Musiker an den Gitarristen wenden, um sich als Sänger, Bassist oder Schlagzeuger zu bewerben. Das neue Line-up bestand im Jahr 2009 aus Rafał Piotrowski von Forgotten Souls am Gesang, Filip ‚Heinrich‘ Hałucha, der zuvor in den Gruppen Vesania und UnSun spielte, am Bass und dem ehemaligen Thorns-Of-Ivy-Musiker Kerim ‚Krimh‘ Lechner aus Österreich am Schlagzeug. Im Februar 2010 tourte die Band mit Kataklysm durch England.
Am 15. Juli 2011 erschien das Nachfolgealbum zu Organic Hallucinosis. Es trägt den Titel Carnival Is Forever und ist laut Aussagen der Bandmitglieder deutlich progressiver als das Vorgängerwerk ausgefallen. Dazu trage auch das facettenreiche Schlagzeugspiel von Lechner einen wichtigen Teil bei. Laut Gitarrist Vogg spielen Decapitated auf diesem Album keinen Technical Death Metal mehr. Stattdessen sei die Musik zwar noch immer intensiv, enthalte aber zum Beispiel viele ruhigere Parts und sogar akustische Zwischenstücke. Bei den Aufnahmen wurde, ähnlich wie beim Kreator-Album Hordes of Chaos, gänzlich auf moderne Techniken wie getriggertes Schlagzeug, Overdubs und Ähnliches verzichtet.
Im Oktober 2011 tourte die Band mit Fleshgod Apocalypse durch Nordamerika. Mehrere im Anschluss geplante Konzerte in Europa wurden jedoch abgesagt, nachdem die Band bei dem Heimflug aus New York in LOT-Flug LO 016 saß, der in Warschau ohne ausgefahrenem Fahrwerk notlanden musste.
Im September 2012 verließ Kerim Lechner aufgrund persönlicher Differenzen die Band und wurde live zunächst durch Paweł Jaroszewicz (Ex-Vader) ersetzt.
Am 21. Dezember 2018 gab die Band über Social Media den Ausstieg von Schlagzeuger Michal Lysejko bekannt. Für die bisher angekündigten Konzerte im Jahr 2019 wurde James Stewart von Vader als Live-Ersatz verpflichtet.

## Diskografie

### Studioalben
- 2000: Winds of Creation (Earache Records)
- 2002: Nihility (Earache Records)
- 2004: The Negation (Earache Records)
- 2006: Organic Hallucinosis (Earache Records)
- 2011: Carnival Is Forever (Nuclear Blast)
- 2014: Blood Mantra (Nuclear Blast)
- 2017: Anticult (Nuclear Blast)
- 2022: Cancer Culture (Nuclear Blast)

### Demos
- 1997: Cemeteral Gardens
- 1998: The Eye of Horus

### Splits und Compilations
- 2000: Polish Assault (Split mit Yattering und Lost Soul; Relapse Records)
- 2000: The First Damned (Compilation; Metal Mind Productions)

### Live-Alben und DVDs
- 2008: Human’s Dust (DVD, Earache Records)
- 2009: Live at the Rescue Rooms (DVD und Live, Earache Records)